# Collégiale Saint-Pierre-la-Cour du Mans
La collégiale Saint-Pierre-la-Cour est une ancienne collégiale située dans la ville du Mans. Il s'agit de l'ancienne église dédiée aux comtes du Maine dont le palais était adjacent. Bâtie comme la cathédrale à cheval sur l'enceinte gallo-romaine, elle est attestée dès le Haut Moyen-Âge. D'abord simple chapelle, elle est dotée d'un chapitre de chanoines par Hugues Ier, qui est aussi le premier comte à considérer Saint-Pierre comme sa chapelle personnelle. La collégiale profite ensuite de l'essor de la dynastie comtale, et le comte Élie Ier la fait reconstruire à la fin du XIe siècle. Jusqu'à la Révolution, elle renferme les reliques de Scholastique, sainte patronne du Mans, invoquée notamment contre les incendies. Henri II d'Angleterre restaure la collégiale au XIIe siècle, mais c'est surtout l'ajout du chevet monumental à deux niveaux au XIIIe siècle par Charles II d'Anjou qui achève de donner à l'édifice sa stature imposante.
La collégiale est désacralisée en 1790, et transformée en arsenal. Elle traverse pourtant sans encombre la Révolution, même si son mobilier est éparpillé ou détruit. L'agrandissement de la place Saint-Pierre en 1812 entraîne cependant des dommages irréversibles : le clocher roman et une grande partie de la nef du XIIe siècle sont rasés. Par la suite, la transformation en école du reste de l'édifice fait disparaître de nombreux éléments : un étage est ajouté dans le niveau haut du chœur, les baies gothiques font place à des fenêtres plus modernes. D'abord école mutuelle communale, l'édifice devient ensuite une école pour jeunes filles, une école professionnelle et une école de musique. Plus tard, l'intérêt historique et architectural du lieu est peu à peu redécouvert : la maison de l'école communale de dessin fait l’objet d’un classement au titre des monuments historiques par la liste de 1862, la collégiale Saint-Pierre-la-Cour est classée entièrement en 1889, la chapelle basse du chœur, qui a conservé ses voûtes du XIIIe siècle, accueille un petit musée archéologique au début du XXe siècle. Cet espace, restauré, sert d'espace d'exposition depuis 1980, tandis que les autres niveaux hébergent des services de la municipalité.

## Localisation
L’ancienne collégiale s'ouvre sur la place Saint-Pierre, l'une des principales places de la Cité Plantagenêt, qui occupe un éperon rocheux en surplomb du centre-ville moderne. Cette place, autrefois plus étroite, a été peu à peu agrandie au XIXe siècle pour s'étendre jusqu'au palais des comtes du Maine, occupé par l'hôtel de ville. Avant la Révolution, les deux édifices étaient séparés par de nombreuses constructions.
La collégiale occupe une position de prestige analogue à la cathédrale : d'abord bâtie contre la paroi interne du flanc sud de l'enceinte gallo-romaine, elle s'est ensuite agrandie au-delà, débordant sur la ville basse. Jusque dans les années 1970 et l'aménagement de l'avenue de Rostov-sur-le-Don, le chevet de la collégiale était masqué par de nombreuses constructions parasites.

## Histoire

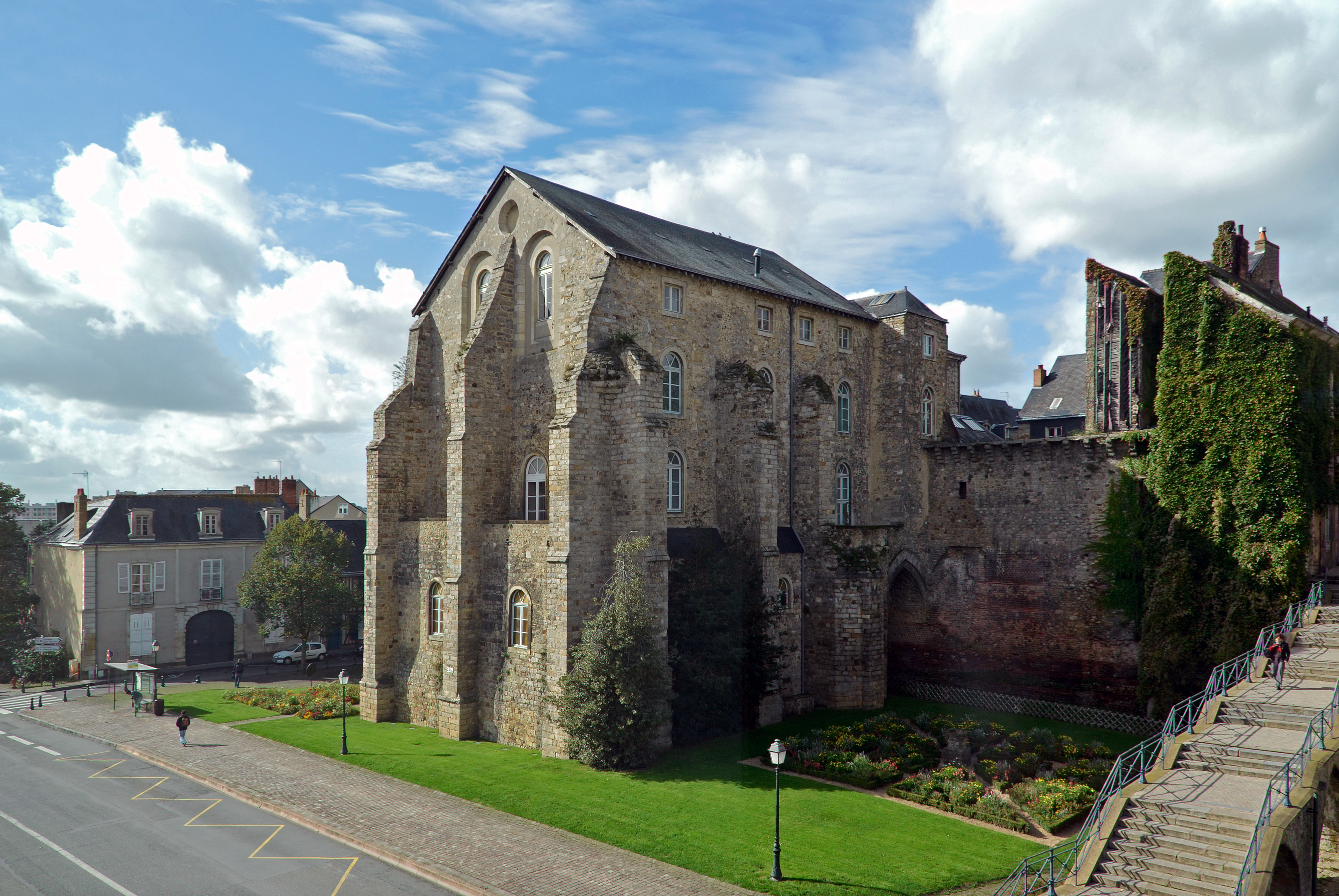
La collégiale vue depuis le Carré Plantagênet, musée de l'archéologie du Mans.

La collégiale se trouve sur un segment particulier de l'enceinte romaine : à l'endroit où se trouve désormais le chevet, il y avait un décrochement et une tour circulaire, permettant de défendre la porte Saint-Martin qui se trouvait juste au sud. Au fil du Moyen-Âge, cette porte a été supplantée par les Ponts-Neufs, aménagés entre la collégiale et le palais comtal. Le secteur était un lieu de passage et de défense, peut-être voisin de l'ancien forum.
L’église première est d’abord construite pour éviter que les invasions normandes, apparaissant dès 865, ne mettent en péril les reliques de sainte Scholastique. C’est ainsi que la chapelle Saint-Pierre, située hors des fortifications n’est pas suffisante pour protéger les reliques. Une nouvelle église Saint-Pierre est donc créée au Xe siècle par le comte Hugues.
L’église est modifiée en 1093 par Hélie de la Flèche qui la rehausse et fait en sorte que ses murs soient placés sur ceux-là mêmes des fortifications. L’église est alors composée d’un chevet plat et de quatre fenêtres latérales. Mais la construction est ruinée en 1134 par un gigantesque incendie. Elle est rétablie en 1175 par Henri II Plantagenêt qui l’embellit d’une travée et d’une tour au nord-ouest. Le chœur est allongé puisqu’une grande arche va jusqu’à enjamber la poterne Saint-Martin. Reste que l’église est des plus modestes comparée à la cathédrale. Les chanoines proposent alors de prolonger et d’élever le chœur jusqu’au-delà de la muraille. La réalisation se fera avec le soutien de Charles III d’Anjou. La première pierre est posée en 1267. Le chœur repose sur une église inférieure qui ménage un passage vers la poterne Saint-Martin. Mais la construction prend plus de temps que prévu et des dons sont encore demandés en 1329. Le chœur n’est finalement consacré qu’en 1378. Lors de la guerre de Cent Ans, l’édifice est fortifié sur trois niveaux. 
En 1485, la nef romane est reliée à Notre-Dame, sous terre, par un escalier droit. Cinq chapelles sont construites en arcs autour du chœur. C’est au XVIe siècle qu’une haute toiture en pavillon chapeaute la tour. Au XVIIe siècle, de nombreuses lézardes menacent le chevet de la collégiale. Les ouvertures sont ainsi modifiées dès sa réfection en 1682. L’aspect est conservé intact jusqu’en 1834. L’ingénieur Pierre-Félix Delarue est alors chargé de transformer l’édifice en bâtiment scolaire. Il effectue donc un rehaussement de la nef et un abaissement du chœur. L’ensemble est de nouveau divisé en trois niveaux mais les chapelles et les arcades sont détruites. De nombreuses fenêtres sont percées dans les murs.